# 克拉克森斯克羅斯羅茲 (特拉華州)
克拉克森斯克羅斯羅茲（英語：Clarksons Crossroads）是位於美國特拉華州蘇塞克斯縣的一個非建制地區。該地的面積和人口皆未知。

## 地理
克拉克森斯克羅斯羅茲的座標為38°42′12″N 75°39′09″W / 38.70333°N 75.65250°W，而該地的平均海拔高度為15米（即49英尺）。